# Ariel (bil)
Ariel Ltd (tidigare Solocrest Limited) är en brittisk biltillverkare som ligger bakom sportbilen Atom. Ariel är ett litet företag med bara 7 anställda. 
Bilmodellen Atom är en lätt och enkel konstruktion som har extrema prestanda trots förhållandevis liten motoreffekt. Med en vikt på cirka 470 kg och 2-liters Honda-motor med en effekt på 181 kW (245 hk) samt vridmoment på 210 Nm, presterar Atom 0–100 km/h på 2,9 sekunder (gäller modellen Ariel Atom 3). 
Nyligen aviserade Ariel en ny modell Ariel Atom 500, med vikt på 500 kg och en turboladdad V8-motor på över 500 hk. Den modellen accelererar från 0-100 på 2,3 sek och har en toppfart på över 290 km/tim.
Ariel Atom kan registreras för körning på normala gator och vägar.

## Historia
Ariel räknar sig som arvtagare till motorcykeltillverkaren Ariel. 